# Llengua arrernte
El arrernte o aranda (o més concretament arrernte/aranda superior) és un grup de dialectes parlats a Alice Springs i les rodalies al Territori del nord d'Austràlia. El nom de vegades també s'escriu arunta o arrarnta.

## Varietats
Es distingeixen diverses varietats:

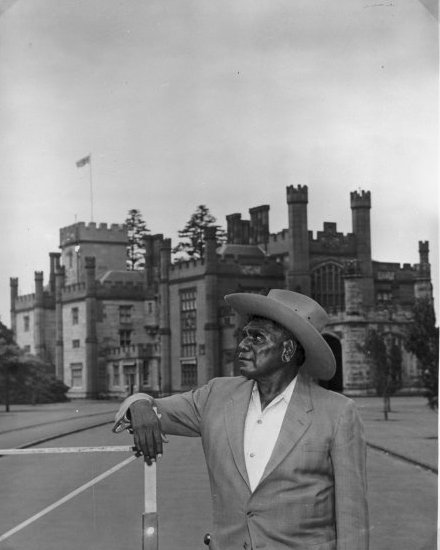
Home arrernte occidental

- Alyawarr (Alyawarra), parlat pel grup Alyawarre
- Anmatjirra (Parlat pels Anmatyerre)
- Antekerrepenhe (Andegerebinha)
- Ayerrerenge (Ayerreyenge)
- Arrernte oriental (Ikngerripenhe) i central (Mparntwe Arrernte; est d'Alice Springs)
- Arrernte occidental (Akarre, Tyuretye Arrernte, Arrernte Alturlerenj; de l'oest d'Alice Springs)
- Arrernte meridional (Pertame, al sud de l'arrernte occidental)

Hi ha debats sobre si aquests són dialectes d'una sola llengua arrernte, o bé diverses llengües separades. L'arrernte inferior, tanmateix, és clarament distint.

## Gramàtica
L'arrernte té l'ordre de paraules força lliure, però hi ha una tendència a SOV. En general és ergativa, però és acusativa en els seus pronoms. Els pronoms poden ser marcats per dualitat i grup de pell.[7]
| Sufix            | Glossa                        |
| ---------------- | ----------------------------- |
| +aye             | èmfasi                        |
| +ewe             | èmfasi més forta              |
| +eyewe           | èmfasi encara més forta       |
| +ke              | per a                         |
| +le              | actor en una frase            |
| +le              | instrument                    |
| +le              | ubicació                      |
| +le-arlenge      | junt, amb                     |
| +nge             | de                            |
| -akerte          | tenint                        |
| -arenye          | de (origen), associació       |
| -arteke          | semblança                     |
| -atheke          | cap a                         |
| -iperre, -ipenhe | després, de                   |
| -kenhe           | pertany a                     |
| -ketye           | perquè (conseqüència dolenta) |
| -kwenye          | no tenint, sense              |
| -mpele           | mitjançant, via               |
| -ntyele          | de                            |
| -werne           | a                             |
| +ke              | passat                        |
| +lhe             | reflexiu                      |
| +em              | present                       |
| +rre/+irre       | recíproc                      |
| +tyale           | imperatiu negatiu             |
| +tye-akenhe      | negatiu                       |
| +tyeke           | propòsit o intent             |
| +tyenhe          | futur                         |
| ∅                | imperatiu                     |

### Pronoms
La declinació dels pronoms es fa en nominatiu més que en ergatiu.
| Persona | Número   | Subjecte    | Objecte                       | Datiu          | Possessiu         |
| ------- | -------- | ----------- | ----------------------------- | -------------- | ----------------- |
| 1       | Singular | ayenge      | ayenge/ayenhe                 | atyenge        | atyenhe/atyinhe   |
| 1       | Dual     | ilerne      | ilernenhe                     | ilerneke       | ilernekenhe       |
| 1       | Plural   | anwerne     | anwernenhe                    | anwerneke      | anwernekenhe      |
| 2       | Singular | unte        | ngenhe                        | ngkwenge       | ngkwinhe          |
| 2       | Dual     | mpwele      | mpwelenhe                     | mpweleke       | mpwelekenhe       |
| 2       | Plural   | arrantherre | arrenhantherre                | arrekantherre  | arrekantherrenhe  |
| 3       | Singular | re          | renhe                         | ikwere         | ikwerenhe         |
| 3       | Dual     | re-atherre  | renhe-atherrerenhe-atherrenhe | ikwere-atherre | ikwere-atherrenhe |
| 3       | Plural   | itne        | itnenhe                       | itneke         | itnekenhe         |

Les parts del cos normalment requereixen pronoms no possessius (possessió inalienable), encara que alguns parlants més joves utilitzen possessives també en aquest cas.[15]

## Llengua de signes
Els arrernte tenen una llengua de signes molt sofisticada.

## Arrernte a l'escola

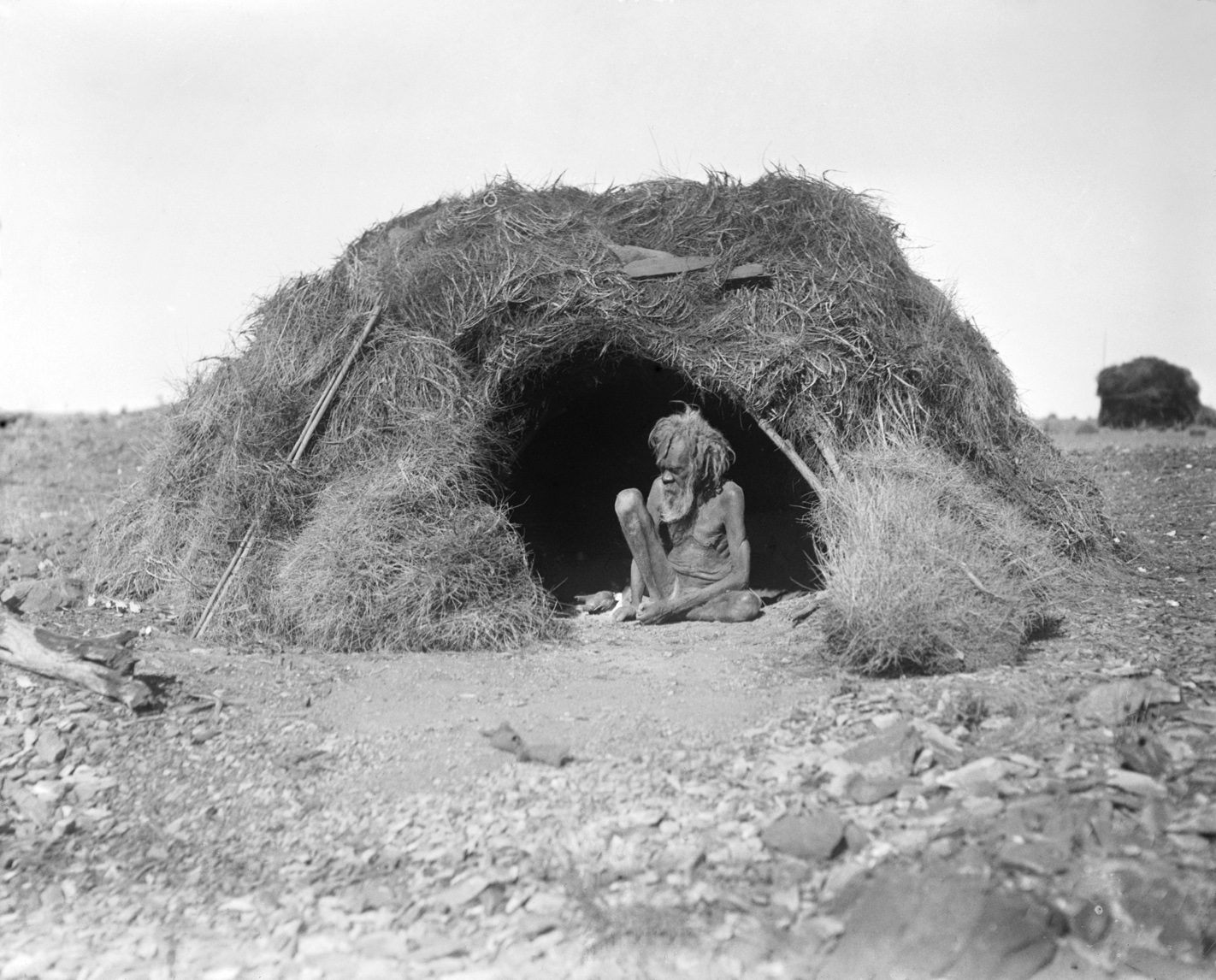
Cabana dels arrernte oriental. Basedow, Districte d'Arltunga, Territori del Nord; Agost de 1920.

A la majoria de les escoles primàries d'Alice Springs, tots els estudiants aprenen arrernte (o en alguns casos arrernte occidental) de manera obligatòria, sovint al mateix temps que el francès o l'indonesi. A més, la majoria d'instituts de la ciutat ofereixen l'opció d'estudiar l'arrernte com a assignatura separada. Es planeja incloure'l també a les universitats.

## Arrernte a la feina
Moltes càrrecs a Alice Springs requereixen que els empleats adquireixin com a mínim coneixements bàsics d'arrernte per poder comunicar eficaçment amb les persones arrernte, que son moltes. Alguns empreses també ofereixen cursos sense cost.